# Socialistisk revolution
Socialistisk revolution är en term som avser en samhällsomvälvning som innebär införandet av ett socialistiskt samhällsstyre. Sådan revolution förespråkas av bland andra kommunister och anarkister.

## Händelser som har ansetts vara socialistiska revolutioner
- Pariskommunen
- Ryska revolutionen
- Kubanska revolutionen
- Kinesiska revolutionen
- Indokinakriget